# 3-Aminopiridin
A 3-aminopiridin szerves vegyület, a három aminopiridin izomer egyike. Színtelen, szilárd anyag.

## Előállítása
Nikotinamid és nátrium-hipobromit melegítésével állítják elő, utóbbit in situ nyerik nátrium-hidroxid és bróm reakciójával.
Felhasználható a 3-piridilnikotinamid szerves ligandum szintéziséhez, továbbá a troxipid előállításához.

## Toxicitása
Akut toxicitását LD50 értéke jellemzi, mely 178 mg/kg (fürj, orálisan).

## Fordítás
Ez a szócikk részben vagy egészben  a(z)   3-Aminopyridine című angol Wikipédia-szócikk ezen változatának fordításán alapul.  Az eredeti cikk szerkesztőit annak laptörténete sorolja fel. Ez a jelzés csupán a megfogalmazás eredetét és a szerzői jogokat jelzi, nem szolgál a cikkben szereplő információk forrásmegjelöléseként.